# 圣瑞斯特 (多姆山省)
圣瑞斯特（法語：Saint-Just，法語發音：[sɛ̃ ʒy]）是法国多姆山省的一个市镇，位于该省东南部，属于昂贝尔区和昂贝尔市镇公共社区，其市镇面积为19.42平方公里，2022年1月1日时人口数量为147人。
圣瑞斯特是昂贝尔市镇公共社区的组成部分，距离昂贝尔市中心大约15.4公里。

## 行政
圣瑞斯特的邮政编码为63600，INSEE市镇编码为63371。

## 地理

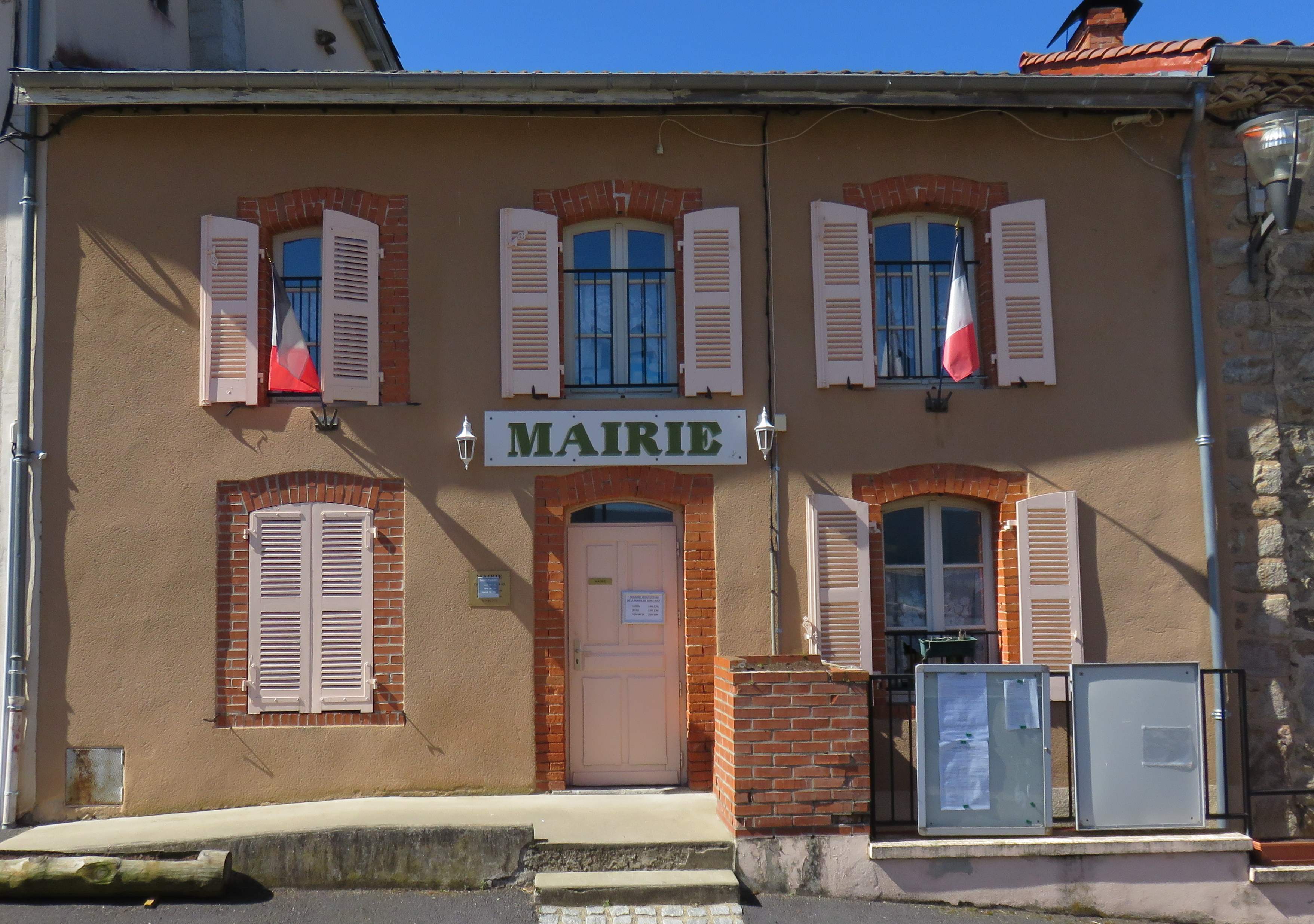
圣瑞斯特市政厅

圣瑞斯特（45°28'6"N, 3°47'18"E）位于法国中南部偏东，奥弗涅-罗讷-阿尔卑斯大区中西部偏南和多姆山省东南部。
与圣瑞斯特接壤的市镇包括：巴菲、伯里耶尔、肖蒙堡、埃格利索勒、格朗里夫、利夫拉杜瓦地区马尔萨克、默代罗勒、圣马丹德索尔姆、维沃罗勒。
圣瑞斯特位于利夫拉杜瓦山区腹地，境内以山地为主，镇中心位于一处山崖上，四周为大片天然树林。
按照柯本气候分类法，圣瑞斯特属于带有温带海洋性气候特征的山地气候，全年温差较小，降水分布均匀。

## 历史
圣瑞斯特历史上长期为一普通村落，中世纪出现教堂，法国大革命后成为“圣瑞斯特德巴菲”（Saint-Just-de-Baffie）。1872年，“圣瑞斯特德巴菲”被分为“圣瑞斯特”和“巴菲”两个市镇。
2020年12月23日凌晨，圣瑞斯特发生枪击案件，当地居民弗雷德里克·利莫尔（Frédérik Limol）开枪射击了4名国家宪兵，造成其中三人身亡，凶手则纵火烧毁了自己的住宅，并于当日清晨自尽。

## 交通
多姆山省省道D205线和D251线经过圣瑞斯特境内。

## 政治
现任圣瑞斯特市长为弗朗索瓦·绍塔尔先生（François Chautar）。

## 人口
| 年份   | 1936 | 1946 | 1954 | 1962 | 1968 | 1975 | 1982 | 1990 | 1999 | 2006 | 2011 | 2015 | 2017 |
| ------ | ---- | ---- | ---- | ---- | ---- | ---- | ---- | ---- | ---- | ---- | ---- | ---- | ---- |
| 人口數 | 511  | 415  | 365  | 317  | 294  | 252  | 193  | 172  | 172  | 150  | 171  | 160  | 157  |

## 社会
圣瑞斯特境内无任何商业设施。

## 景观

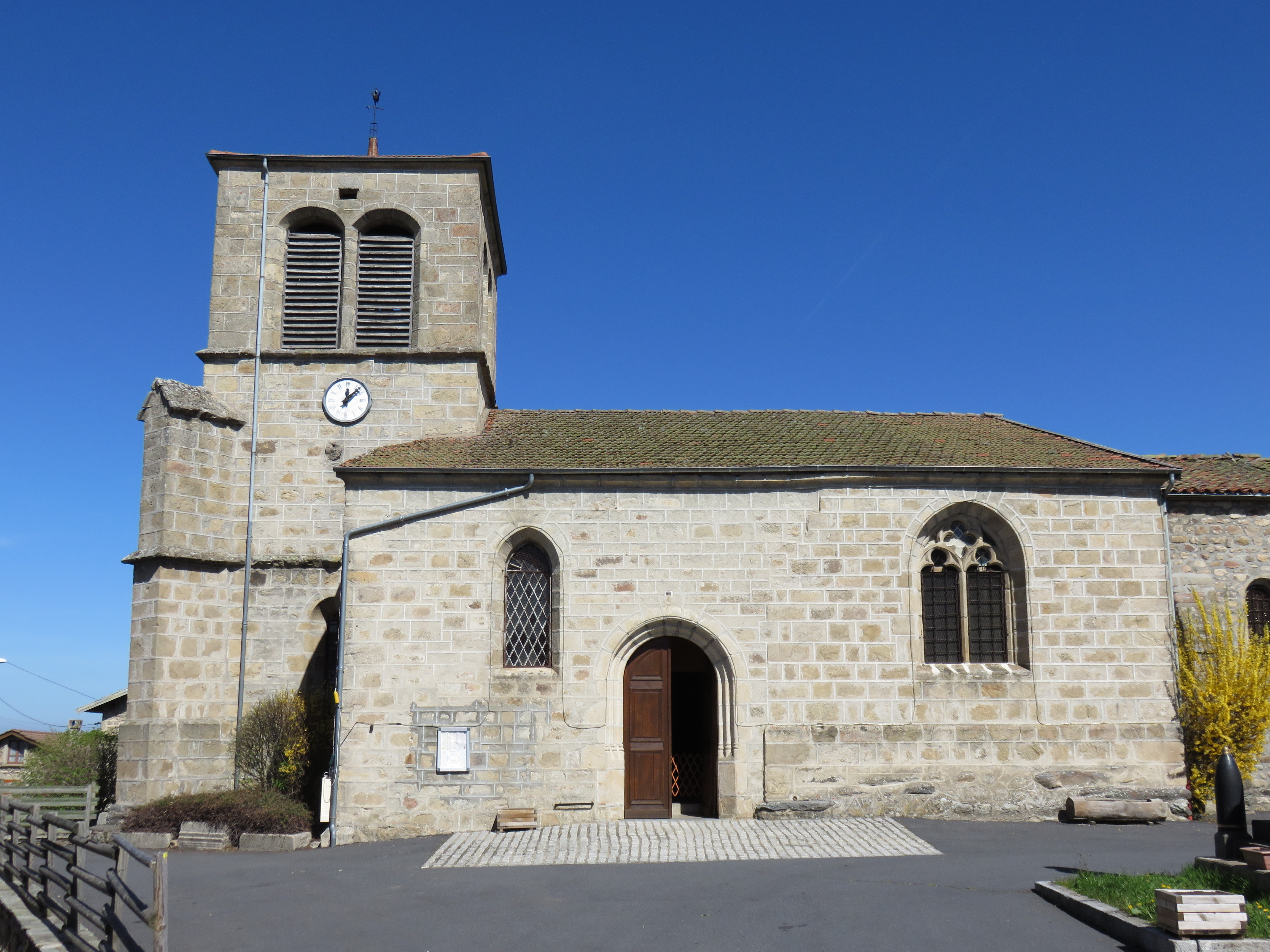
圣瑞斯特教堂

圣瑞斯特教堂（Eglise Saint-Just）位于镇中心，是该地的标志性建筑。